# Iglesia de San Andrés (Gibraltar)
La Iglesia de San Andrés (en inglés: St Andrew's Church) es un edificio religioso que sirve a una congregación de la Iglesia de Escocia en el territorio de ultramar británico de Gibraltar y es parte del Presbiterio de Europa. La iglesia fue inaugurada en 1854. Aunque originalmente construidao principalmente para servir como iglesia de la guarnición de soldados escoceses con sede en Gibraltar, hoy sirve a una comunidad presbiteriana y reformada cristiana más amplia de todas las nacionalidades.
La iglesia está a cargo de un comité de ancianos . Hasta 2008, la iglesia compartió sus ministros con la congregación Costa del Sol en España. Desde junio de 2009 el ministro de la iglesia es Reverendo Ewen Maclean.
La iglesia se encuentra en parada del Gobernador, una pequeña plaza que comparten con la Biblioteca Garrison, el Hotel O'Callaghan Eliott y la ubicación anterior del Gibraltar Chronicle .